# Death by Degrees
Death by Degrees (w czasie testów, gra nosiła tytuł Nina) – japońska konsolowa gra akcji wyprodukowana przez Namco i wydana w 2005 roku przez Namco Bandai Games. Gra jest spin offem serii Tekken.

## Rozgrywka
Death by Degrees jest grą akcji skupiającą się na sztukach walkach. Główną bohaterką gry jest Nina oprócz niej występuje także jej młodsza siostra Anna, która jest przywódcą grupy Kamieita. Gracz kieruje postacią z widoku trzeciej osoby. Do dyspozycji gracza oddano szereg różnych broni. Może on także zdobywać doświadczenie, które pozwoli mu na uzyskanie różnych technik destrukcji. Do gry zaimplementowano postacie z pierwszej części gier Tekken. Gracz może zbierać odciski palców, dzięki którym może otwierać niektóre drzwi. Gracz może użyć system „Krytycznego Uderzenia”, wtedy może prześwietlić ciało przeciwnika i wybrać jego najsłabszy punkt. 
Death by Degrees oferuje kilka trybów rozgrywki są to m.in.: Story Mode, Anna Mode, Sniper Mode i Puzzle Mode.